# عدائيون (فلم)
عدائيون (بالإنجليزية Hostiles) هو فيلم مغامرة ودراما أمريكي من إنتاج عام 2017، الفيلم من إخراج سكوت كوبر والذي شارك في كتابة السيناريو مع دونالد ستيوارت، وبطولة كريستيان بيل وروزاموند بايك وويس ستودي وبن فوستر.
كان العرض الأول للفيلم في مهرجان تيلورايد السينمائي في 2 سبتمبر 2017، وفي 26 يناير 2018 عرض في دور السينما حول العالم وحقق إيرادات وصلت إلى نحو 35 مليون دولار.

## القصة
تدور أحداث الفيلم في نهاية القرن التاسع عشر، حين يكلف ضابط بالجيش الأمريكي (كابتن جوزيف) باصطحاب سجين من الهنود الحمر (زعيم يلوهووك) تم العفو عنه هو وأسرته بعد قضاء سنوات طويلة في السجن إلى موطنهم الأصلي إثر تدهور حالته الصحية.
يبدأ الفيلم بغارة من بعض الهنود الحمر على أسرة من المستوطنين الأمريكيين من أجل سرقة خيول، على إثرها يقتل جميع أفراد أسرة (روزالي) وتلتقي روزالي بالكابتن جوزيف وتكمل الطريق معه.

## طاقم التمثيل
- كريستيان بيل في دور جوزيف جيه بلوكر، وهو من قدامى المحاربين في الحروب الهندية
- روزاموند بايك في دور روزالي كويد، وهي أرملة قتلت عائلتها على يد الهنود الحمر
- ويس ستودي في دور شايان تشيف يلو هوك، وهو زعيم إحدى قابل الهنود الحمر تم اطلاق سراحه بعد تدهور حالته الصحية
- جيسي بليمونز في دور الملازم رودي كيدر
- آدم بيتش في دور بلاك هوك،
- روري كوكران في دور الرقيب الأول توماس ميتز
- بيتر مولان في رتبة المقدم روس ماكووان
- سكوت ويلسون في دور سايروس لوندي
- بول أندرسون في دور العريف تومي توماس
- تيموثي شالاميت بدور الجندي فيليب ديجاردان
- بن فوستر في دور الرقيب تشارلز ويلز
- جوناثان ماجورز في دور العريف هنري وودسون
- جون بنيامين هيكي في دور النقيب رويس تولان
- تانايا بيتي في دور أخت بلاك هوك.
- ستيفن لانج بدور العقيد أبراهام بيجز
- بيل كامب في دور جيريميه ويلكس
- سكوت شبرد في دور ويسلي كويد
- ريان بينغهام في دور الرقيب مالوي
- روبن مالكولم في دور ميني مكوان
- كزافييه هورشيف في دور ليتل بير

## وصلات خارجية
- مقالات تستعمل روابط فنية بلا صلة مع ويكي بيانات

لا توجد روابط لمواقع التواصل الاجتماعي.